# Premio Sportske Novosti
El Premio Sportske Novosti es un galardón anual que se estableció en el año 2001 por el periódico diario croata, Sportske novosti. Es un premio al mejor futbolista del mundo, que se concede tras una suma de puntos ganados en una votación de los mejores entrenadores y jugadores del mundo.

## Palmarés
| Año  | Jugador           | Club        |
| ---- | ----------------- | ----------- |
| 2001 | Raúl              | Real Madrid |
| 2002 | Roberto Carlos    | Real Madrid |
| 2003 | Pavel Nedvěd      | Juventus    |
| 2004 | Andriy Shevchenko | AC Milan    |
| 2005 | Frank Lampard     | Chelsea     |
| 2006 | Thierry Henry     | Arsenal     |
| 2007 | Kaká              | AC Milan    |

- Datos: Q7579973